# Comuna Kalînivka, Luhînî
Kalînivka (în ucraineană Калинівська сільська рада) este o comună în raionul Luhînî, regiunea Jîtomîr, Ucraina, formată din satele Kalînivka (reședința) și Pidostapî.

## Demografie
Componența lingvistică a comunei Kalînivka
     Ucraineană (99,75%)
     Alte limbi (0,13%)
Conform recensământului din 2001, majoritatea populației comunei Kalînivka era vorbitoare de ucraineană (99,75%), existând în minoritate și vorbitori de alte limbi.